# Jurassic Park 2: The Chaos Continues
Jurassic Park 2: The Chaos Continues (рус. «Парк юрского периода 2: Продолжение хаоса») — видеоигра в жанре экшн, разработанная компаниями Ocean Software и Magic Pockets для игровых консолей SNES и Game Boy. Релиз игры состоялся в конце 1994 года в США и Европе. Jurassic Park 2: The Chaos Continues является продолжением вышедшей годом ранее игры для SNES и Game Boy  Jurassic Park, базировавшейся на сюжете фильма. Однако Jurassic Park 2: The Chaos Continues не имеет прямого отношения к кинокартине и роману Майкла Крайтона.

## Об игре
Сюжет игры разворачивается вокруг конкуренции компаний InGen и Biosyn. В буклете к Jurassic Park 2: The Chaos Continues сказано, что CEO InGen Джон Хаммнод лично просит учёного Алана Гранта и солдата Майкла Вульфскина прибыть на остров Nublar, чтобы помешать наёмникам Biosyn, несмотря на произошедшую катастрофу в парке юрского периода, захватить остров для своих корыстных целей.
В Jurassic Park 2: The Chaos Continues игрок можно выбрать любой уровень из списка и играть в них в любом порядке, однако для завершения всего этапа и продвижения по сюжетной линии необходимо играть с самого начала. В течение игры доступны три вида оружия: это винтовки, пулемёт и дробовик. Также для обороны в игре можно использовать электрошок, транквилизаторы и газовые гранаты. Смертоносное оружие предназначено в первую очередь для отражения атак людей из Biosyn, в то время, как оружие несмертельного действия направлено на временное поражение динозавров. При этом, если число убитых динозавров велико, то игра будет окончена.
Миссии
- Raptor Attack (рус. «Атака раптора»): комплекс InGen находится под угрозой нападения велоцирапторов. Игроку необходимо будет проникнуть к специальной установке и активировать токсичный газ для предотвращения разрушения здания динозаврами.
- T-Rex Carnage (рус. «Резня с Ти-рексом»): наёмники Biosyn освободили тираннозавра. Игрок должен его остановить, прежде чем тот нанесёт большой ущерб строениям и имуществу InGen.
- Blockade (рус. «Блокада»): нужно очистить комплекс InGen, захваченный людьми Biosyn, которые пытаются заполучить конфиденциальные данные конкурентов.
- High Ptera (рус. «Птера Высоко»): необходимо достичь вершины горы и провести ремонт радиопередатчика для связи с материком. Игроку всячески будут мешать птеродактили.
- Search and Destroy (рус. «Найти и уничтожить»): цель миссии — найти гнездо велоцираптора, спрятанное сотрудниками Biosyn для последующей транспортировки на материк.
- Protect the Gallimimus (рус. «Защита галлимимуса»): учёные Biosyn начали массовое уничтожение галлимимов с целью взятия образца их ткани для дальнейшего изучения. Игрок должен не дать наёмникам завершить отстрел.
- Biosyn field HQ (рус. «Biosyn лагерь HQ»): становится известно месторасположение базового лагеря Biosyn. Игроку необходимо его уничтожить.
- Disarm the Bombs (рус. «Обезвредить бомбы»): солдаты Biosyn намерены бомбами замедленного действия взорвать вулкан, тем самым ликвидировав Парк юрского периода. Им нужно помешать.
- T-Rex Scuffle (рус. «Драка с Ти-рексом»): тираннозавр начинает преследование игрока, которое заканчивается битвой с ним. Эта миссия доступна только при нормальном и тяжелом уровне сложности.
- Escape (рус. «Побег»): покидая остров на вертолёте Agusta A.109 игрок должен отбиваться от перехвата Biosyn CH-47. Миссия доступна только при сложном режиме прохождения.

### Отзывы критиков
| Иноязычные издания | Иноязычные издания |
| Издание            | Оценка             |
| ------------------ | ------------------ |
| GameSpot           | 7,5/10             |
| IGN                | 7,1/10             |

Jurassic Park 2: The Chaos Continues была благосклонно встречена обозревателями. Критики высоко оценили сюжет игры, анимацию, звуковые эффекты и уровень граффического исполнения. Среди минусов игры была отмечена сложность и отсутствие системы сохранения прогресса.